# Улица Гримау
У́лица Грима́у (до 1963 — 2-й Черёмушкинский проезд) — улица, расположенная на юго-западе Москвы, в Юго-западном административном округе (ЮЗАО), входящая в состав Академического района. Улица Гримау идёт от улицы Шверника, по дороге пересекает улицу Винокурова и выходит на улицу Дмитрия Ульянова.

## Происхождение названия
Названа 8 мая 1963 года в честь Х. Гримау (1911—1963), испанского коммуниста. Ранее — 2-й Черёмушкинский проезд.

## Описание
Ближайшее метро — «Академическая».
Существует достаточно популярная версия, что во второй половине 1950-х годов именно на этой улице была построена первая хрущёвка в Москве (ул. Гримау, дом 16).
На улице Гримау находился кинотеатр «Улан-Батор», снесён в 2019 году в данный момент строится новое здание, по программе Реновации кинотеатров.

## Транспорт
По улице проходят автобусы: 
| №   | Конечные пункты                             | Путь следования | Обслуживающее предприятие                |
| --- | ------------------------------------------- | --- | ---------------------------------------- |
| 119 | Киевский вокзал - Метро "Нагорная"          | Электролитный проезд - улица Ремизова - Севастопольский проспект - улица Винокурова - Новочерёмушкинская улица - улица Шверника - улица Гримау - улица Дмитрия Ульянова - Ленинский проспект - Ломоносовский проспект - улица Лебедева - улица Академика Хохлова - Менделеевская улица - Университетский проспект - Мосфильмовская улица - Воробьёвское шоссе - Бережковская набережная - площадь Киевского Вокзала | ООО "Стартранс"                          |
| 529 | Метро "Нагорная" - Университетский проспект | Электролитный проезд - улица Ремизова - Севастопольский проспект - улица Винокурова - Новочерёмушкинская улица - улица Шверника - улица Гримау - улица Дмитрия Ульянова | ГУП "Мосгортранс" (филиал "Центральный") |
| с5  | Нагорный бульвар - Черёмушкинский рынок     | Нагорная улица - улица Ремизова - Севастопольский проспект - улица Винокурова - Новочерёмушкинская улица - улица Шверника - улица Гримау - улица Дмитрия Ульянова - Новочерёмушкинская улица - Нахимовский проспект - улица Каховка - улица Намёткина - Профсоюзная улица - улица Гарибальди - улица Вавилова - Нахимовский проспект - улица Архитектора Власова                                                    | ГУП "Мосгортранс" (филиал "Центральный") |